# 11 august
ianuarie • februarie • martie  • aprilie  • mai  • iunie  • iulie  • august  • septembrie  • octombrie  • noiembrie  • decembrie
11 august este a 223-a zi a calendarului gregorian și a 224-a zi în anii bisecți. Mai sunt 142 de zile până la sfârșitul anului.

## Evenimente

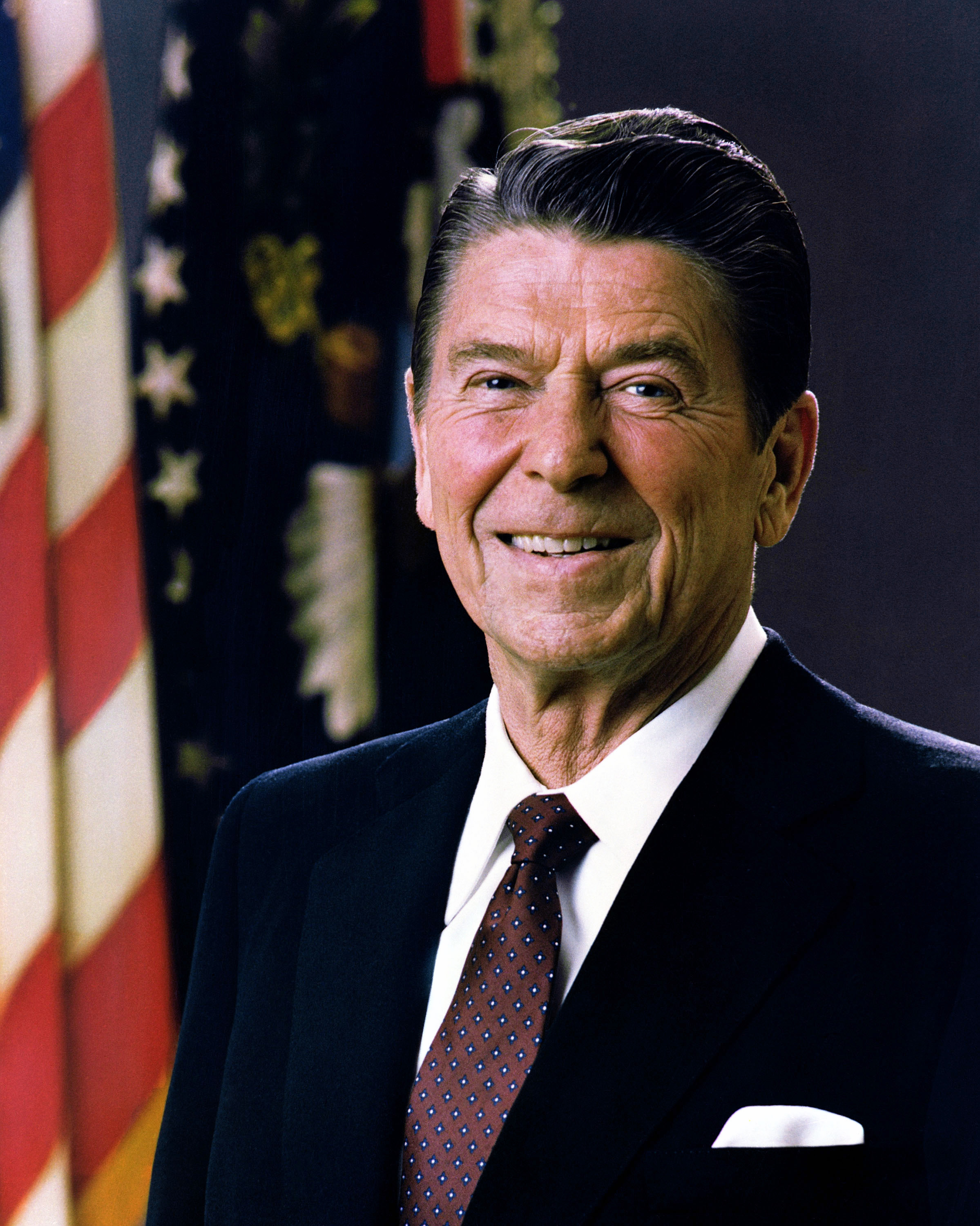
1984: Președintele Statelor Unite Ronald Reagan, în timpul campaniei electorale pentru realegerea sa, glumește la microfon în timp ce se pregătea pentru a se adresa la radio public național, spunând că a ordonat bombardarea în cinci minute a Uniunii Sovietice. Gluma produce iritare URSS.

- 3114 î.Hr.: Începe calendarul lung mesoamerican.
- 0106: O diplomă militară romană, descoperită la Porolissum, atesta că, la această dată, se constituise provincia romană imperială Dacia.
- 0117: Hadrian este proclamat împărat roman, la două zile după moartea lui Traian.[1]
- 0355: Generalul roman Claudius Silvanus, acuzat de trădare, se proclamă împărat roman împotriva lui Constanțiu al II-lea.
- 1315: Marea Foamete din Europa devine atât de îngrozitoare încât chiar și regele Angliei are dificultăți în a cumpăra pâine pentru el și anturajul său.[2]
- 1492: Rodrigo de Borja este ales șef al Bisericii Catolice, luând numele de Papa Alexandru al VI-lea.[3]
- 1690: Victoria coaliției otomano-tătaro-muntene conduse de Constantin Brâncoveanu în Bătălia de la Zărnești, împotriva armatelor imperiale comandate de generalul Donat Heissler. Coaliția îl impune pe Imre Thököly în funcția de principe al Transilvaniei.
- 1804: Francisc al II-lea își asumă titlul de primul împărat al Austriei.
- 1914: Franța declară război Austro–Ungariei.
- 1919: Este adoptată constituția Republicii de la Weimar.
- 1934: Primii prizonieri federali au fost închiși în Alcatraz, SUA.
- 1952: După abdicarea lui Talal I, Hussein a fost proclamat suveran al Regatului Hașemit al Iordaniei.
- 1960: Ciad își declară independența față de Franța. Primul președinte este François Tombalbaye.
- 1966: John Lennon ține o conferință de presă la Chicago, scuzându-se pentru "Jesus affair".
- 1969: Astronauții Apollo 11 sunt eliberați dintr-o carantină de trei săptămâni după decolarea lor de pe Lună.[4]
- 1984: Președintele Statelor Unite Ronald Reagan, în timpul campaniei electorale pentru realegerea sa, glumește la microfon în timp ce se pregătea pentru a se adresa la radio public național, spunând că a ordonat bombardarea în cinci minute a Uniunii Sovietice. Gluma produce iritare URSS.
- 1999: Ultima eclipsă totală de Soare din secolul XX vizibilă în România; București, singura capitală europeană situată pe linia centrală a benzii de totalitate, s-a aflat în zona de maximum la 14:07, ora locală.
- 2003: NATO preia comanda forței de menținere a păcii în Afganistan, marcând prima operațiune majoră în afara Europei în istoria sa de 54 de ani.
- 2006: Petrolierul filipinez Solar 1 se scufundă în largul coastei insulelor Guimaras și Negros din Filipine, provocând cea mai mare scurgere de petrol din țară. Pata de petrol s-a întins pe o lungime de 125 de kilometri de-a lungul țărmurilor insulelor.

## Nașteri
- 1384: Iolanda de Aragon, regină consort a Neapole, regentă a Aragonului, ducesă de Anjou, contesă de Provence (d. 1442)
- 1667: Anna Maria Luisa de' Medici (d. 1743)
- 1706: Maria Augusta, Prințesă de Thurn și Taxis, ducesă de Württemberg (d. 1756)
- 1730: Charlotte Amalie de Hesse-Philippsthal (d. 1801)
- 1763: Luise Eleonore de Hohenlohe-Langenburg, ducesă și regentă de Saxa-Meiningen (d. 1837)

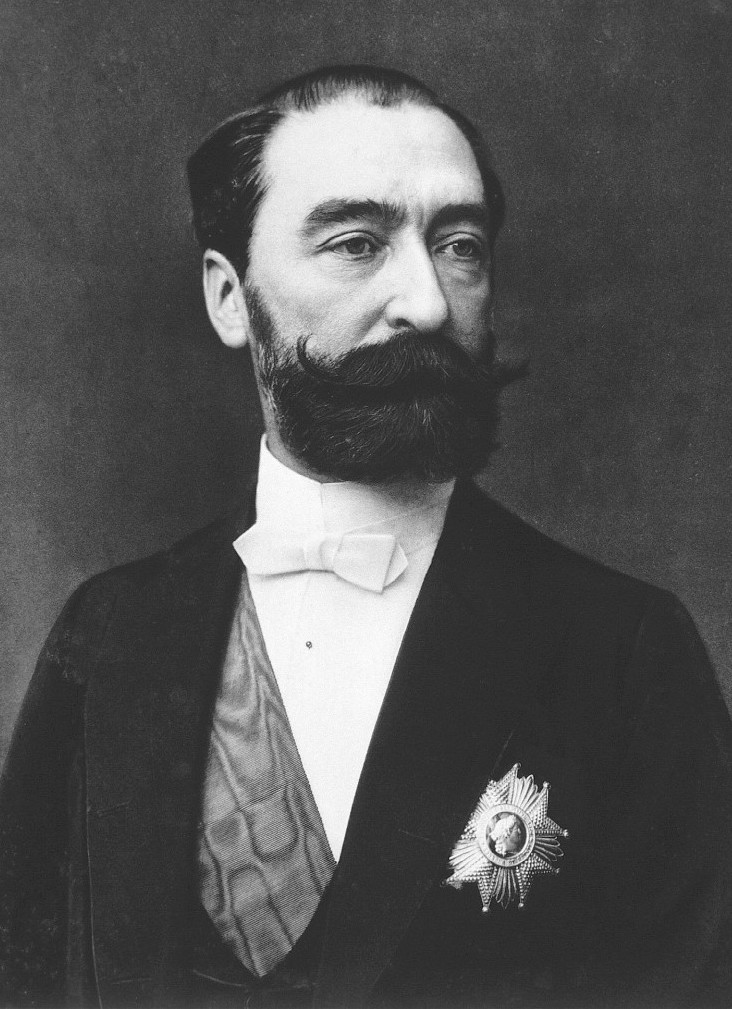
Marie François Sadi Carnot, al 4-lea președinte al Republicii Franceze
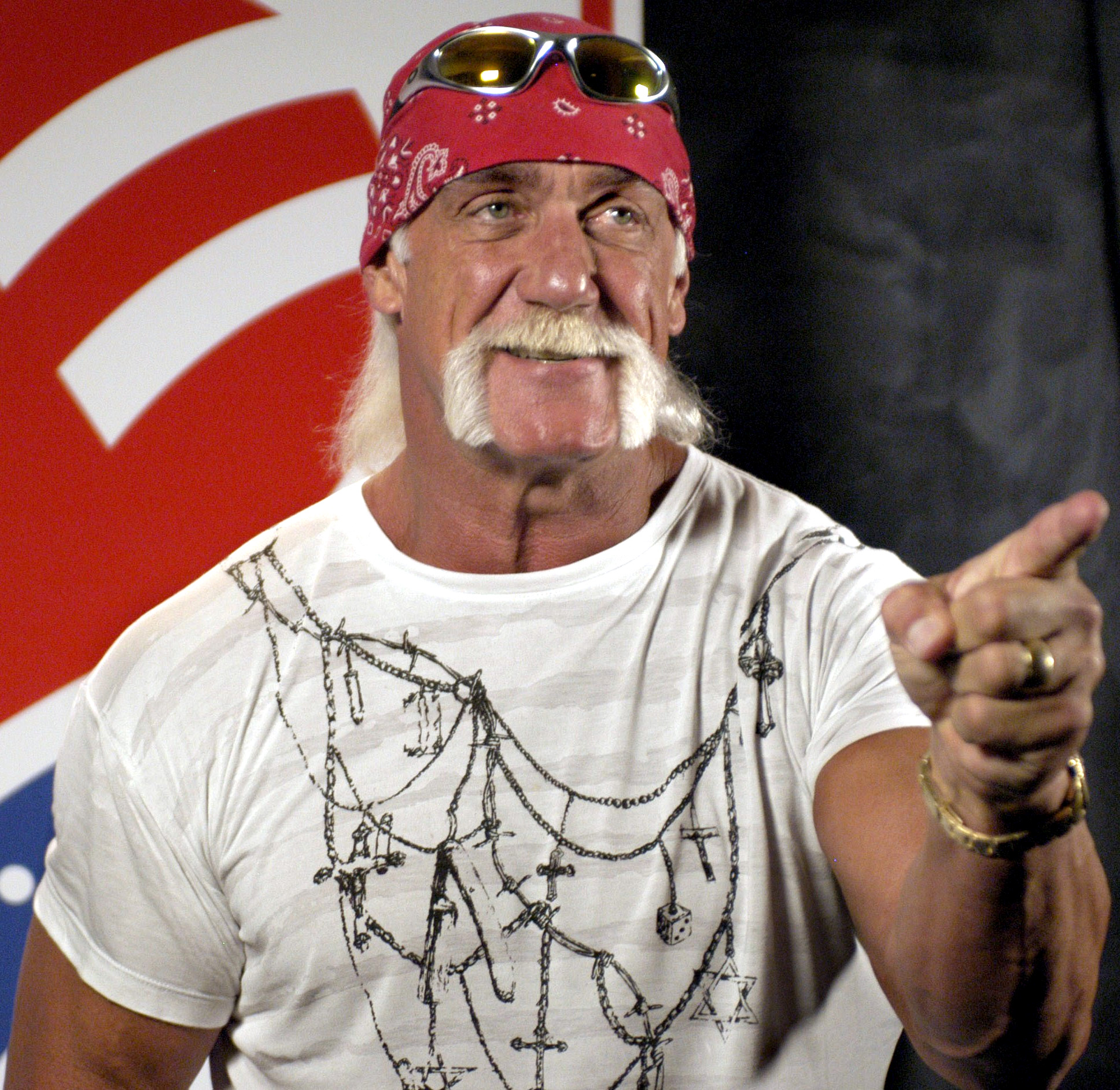
Hulk Hogan, wrestler american
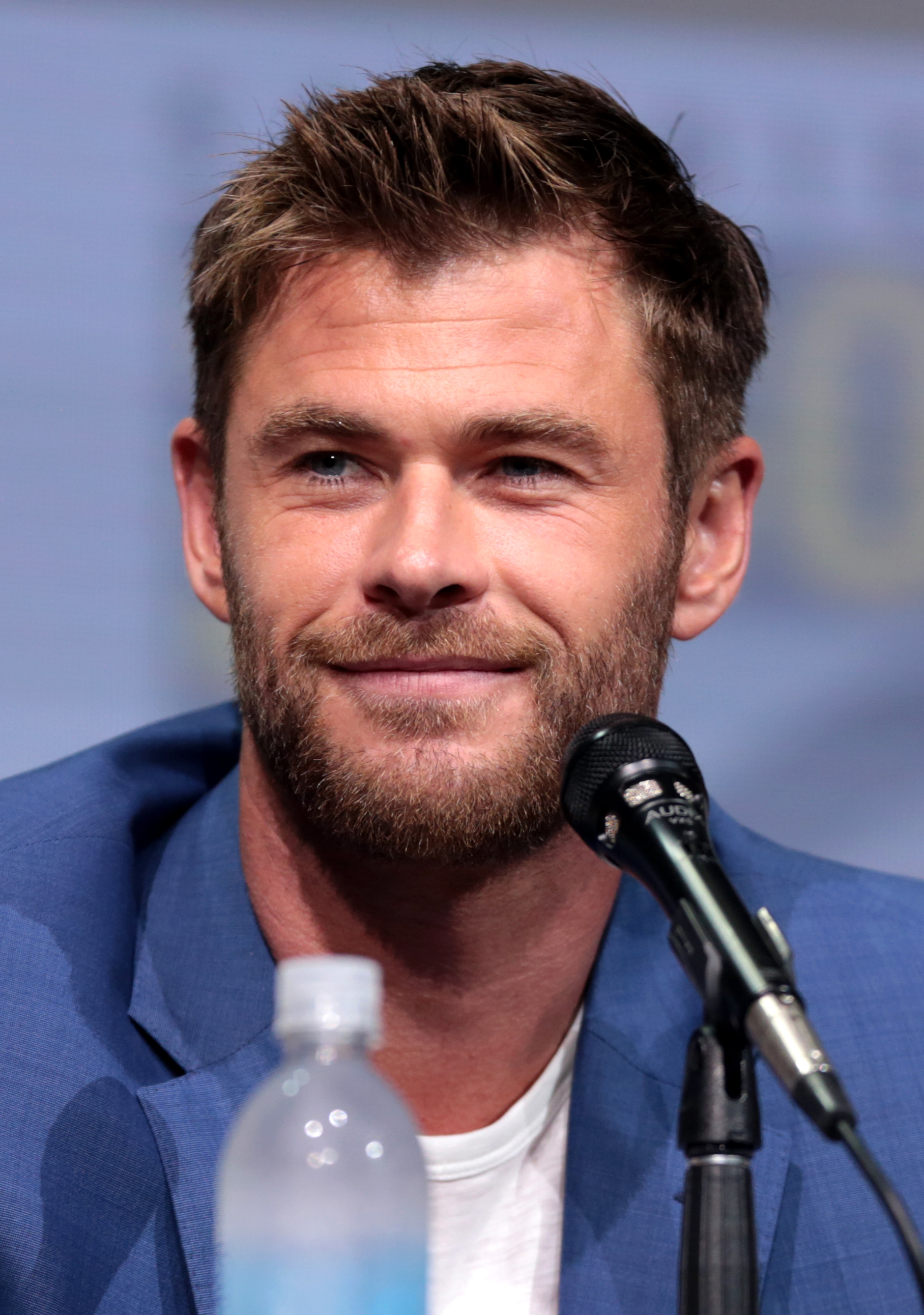
Chris Hemsworth, actor australian

- 1837: Marie François Sadi Carnot, om de stat francez, al 4-lea președinte al Republicii Franceze (d. 1894)
- 1858: Christiaan Eijkman, medic olandez, laureat Nobel (d. 1930)
- 1863: Ernst Gunther, Duce de Schleswig-Holstein (d. 1921)
- 1874: Prințesa Louise Charlotte de Saxa-Altenburg, nobilă germană (d. 1953)
- 1892: Władysław Anders, politician și general polonez (d. 1970)
- 1900: Ștefan Lupașcu (Lupasco), filosof român stabilit în Franța (d. 1988)
- 1903: Nicolae Gărdescu, actor român
- 1926: Aaron Klug, chimist britanic de origine lituaniană, laureat Nobel
- 1929: Modest Morariu, scriitor român (d. 1988)
- 1930: Teodor Mazilu, dramaturg și prozator român (d. 1980)
- 1932: Fernando Arrabal, scriitor, poet și dramaturg francez de origine spaniolă
- 1932: Ioan Mânzatu, fizician și politician român
- 1943: Pervez Musharraf, general și politician pakistanez
- 1947: Mircea Teodor Iustian, politician român
- 1949: Veta Biriș, interpretă română de folclor
- 1950: Steve Wozniak, inginer american de origine poloneză, cofondator al companiei Apple Computer, Inc.
- 1952: Marian-Jean Marinescu, politician român
- 1953: Hulk Hogan, wrestler american (d. 2025)
- 1965: Viola Davis, actriță americană
- 1966: Bengt Andersson, fotbalist suedez
- 1967: Massimiliano Allegri, fotbalist și antrenor italian de fotbal
- 1968: Prințesa Mabel a Olandei
- 1971: Lidija Dimkovska, poetă, romancieră și traducătoare macedoneană
- 1976: Iván Córdoba, fotbalist columbian
- 1981: Grasu XXL, rapper român
- 1982: Magdalena Paraschiv, handbalistă română, componentă a naționalei de handbal a României
- 1983: Chris Hemsworth, actor australian
- 1984: Mojtaba Abedini, scrimer iranian
- 1984: Lucas di Grassi, pilot de curse brazilian
- 1984: Mojtaba Abedini, scrimer iranian
- 1989: Úrsula Corberó, actriță spaniolă

## Decese
- 1253: Sfânta Clara, întemeietoarea ordinului Clariselor (n. 1194)
- 1456: Ioan de Hunedoara, ban al Severinului, voievod al Transilvaniei, guvernator al Ungariei (n. ca. 1407)
- 1464: Nicolaus Cusanus, savant german (n. 1401)
- 1494: Hans Memling, pictor flamand (n. 1435)
- 1508: Nifon al II-lea al Constantinopolului, patriarh ecumenic al Constantinopolului
- 1519: Johann Tetzel, călugăr dominican, adversar al lui Martin Luther
- 1522: Martin Siebenbürger, sas transilvănean, primar al Vienei (n. 1475)
- 1741: Marie Anne de Bourbon, Mademoiselle de Clermont (n. 1697)
- 1835: Olof Åhlström, compozitor suedez (n. 1756)

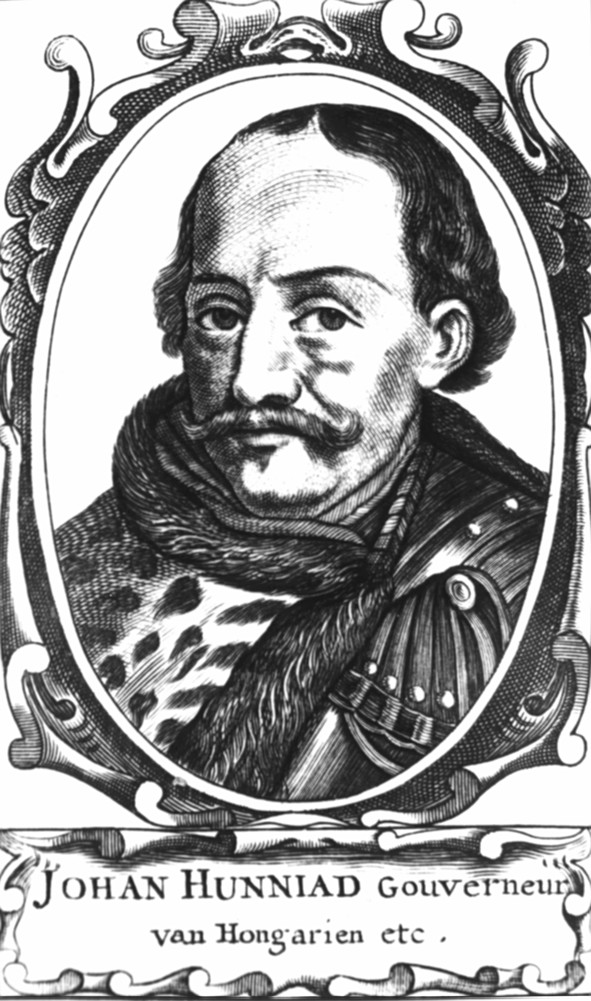
Ioan de Hunedoara
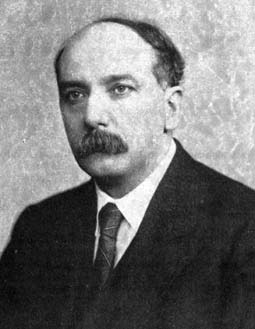
Ion Barbu, poet și matematician român
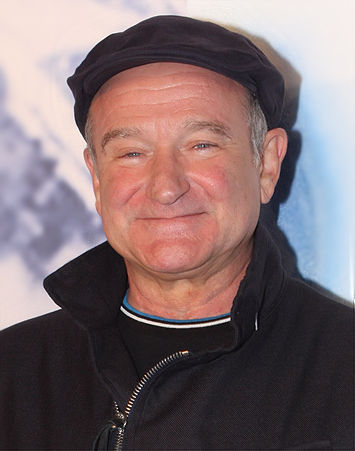
Robin Williams, actor american

- 1851: Lorenz Oken, naturalist mistic german (n. 1779)
- 1854: Macedonio Melloni, astronom italian (n. 1798)
- 1857: Marshall Hall, fiziolog englez, primul care va studia reflexele (n. 1790)
- 1911: Alexandru Bibescu, om de litere român (n. 1842)
- 1919: Andrew Carnegie, om de afaceri și filantrop american de origine scoțian (n. 1835)
- 1939: Alphonse Osbert, pictor francez (n. 1857)
- 1939: Jean Bugatti, designer auto și inginer de testare germano-francez (n. 1909)
- 1956: Jackson Pollock, pictor american (n. 1912)
- 1961: Ion Barbu (pseudonimul literar al lui Dan Barbilian), poet și matematician român (n. 1895)
- 1972: José Cruz Herrera, pictor spaniol (n. 1890)
- 1979: Ernst Boris Chain, biochimist englez, laureat Nobel (n. 1906)
- 1982: Tom Drake, actor american (n. 1919)
- 1984: Virgil Mazilescu, poet român (n. 1942)
- 1991: Tadeusz Nowak, poet polonez (n. 1930)
- 2014: Robin Williams, actor și comediant american (n. 1951)
- 2018: V. S. Naipaul, scriitor de limba engleză, laureat Nobel (n. 1932)
- 2020: Oliviu Gherman, politician român (n. 1930)